# Paulaner
Paulaner — німецька пивна торговельна марка, що наразі належить холдингу Brau Holding International AG, спільному підприємству німецької інвестиційної компанії Schörghuber Unternehmensgruppe та нідерландського пивоварного гіганта Heineken International.
За результатами 2010 року торговельна марка Paulaner посіла восьме місце за обсягами продажу пива на території Німеччини, протягом року в країні було реалізовано 223 мільйони літрів пива цього бренду.

## Історія

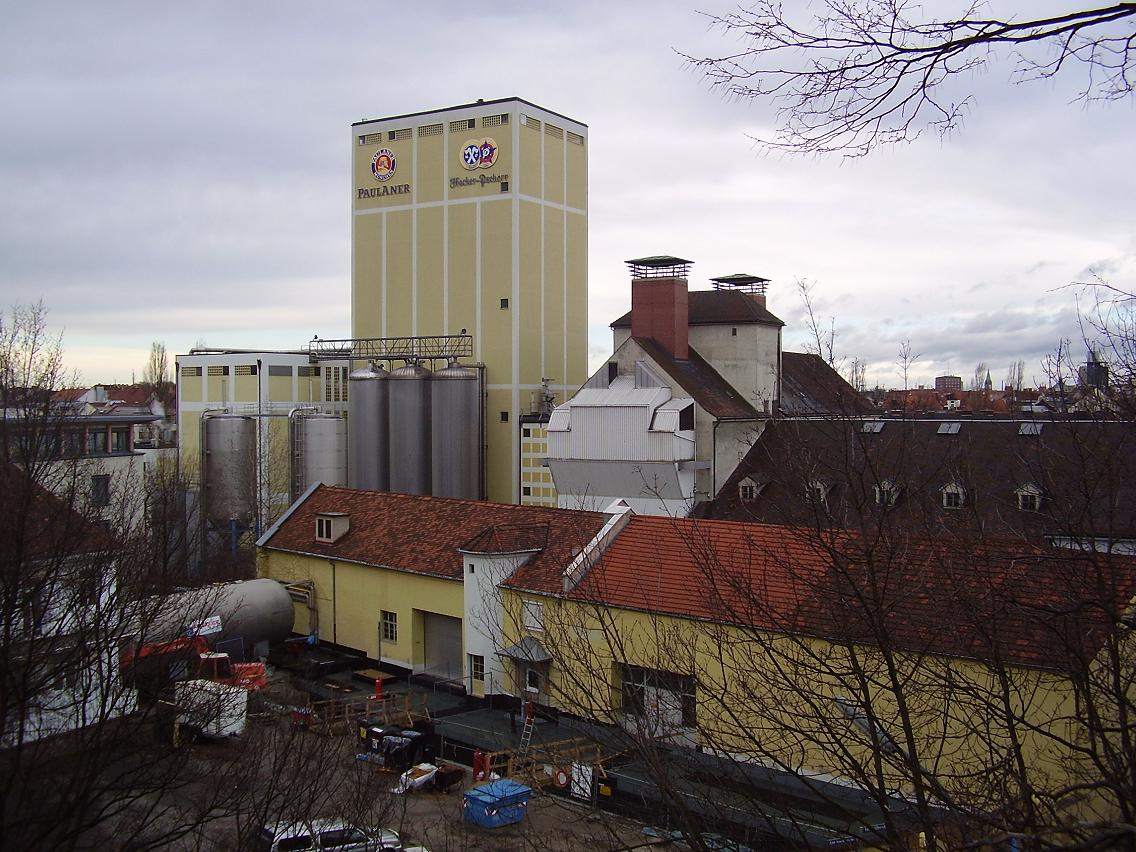
Сучасна будівля броварні Paulaner у Мюнхені.

Пиво Paulaner було вперше зварене 1634 року монахами католицького ордену мінімів, які сімома роками раніше прийшли з Італії та заснували монастир на території сучасного Мюнхена. Сучасна назва торговельної марки відображає німецькомовну назву цього монашого ордену, яка походить від імені його засновника святого Франциска Паольського, зображення якого є центральним елементом логотипа торговельної марки.
Перше пиво, зварене на території монастиря, призначалося для власних потреб монахів та відзначалося високою поживністю. Завдяки своєму складу пиво вважалося дозволеним продуктом у дні, коли за взятим ченцями обітом їх раціон мав обмежуватися хлібом та водою. Невдовзі монастир почав продавати частину виробленого пива з метою заробітку коштів на своє утримання. Пиво, що вироблялося ченцями на продаж, було назване Salvator (Спаситель латиною) та відзначалося високим вмістом алкоголю та насиченістю. Цей напій, який вважається першим відомим прикладом популярного на сьогодні у Німеччині міцного сорту доппельбок, отримав широку популярність серед місцевих споживачів пива.
1806 року місцевий бровар Франц Ксавер Захерль викупив у монахів броварню та права на виробництво пива Salvator, почавши комерціалізацію його виробництва. 1928 року відбулося об'єднання броварні, яка на той час носила назву Paulaner Salvator, з іншим місцевим пивоварним підприємством Gebrüder Thomas Bierbrauerei, створена таким чином Paulaner Salvator Thomas Bräu стала одним з провідних виробників пива у Мюнхені.
Згодом відбулася низка інших злиттів та поглинань, в результаті яких сучасна Paulaner Brauerei GmbH & Co KG та відповідна торговельна марка відноситься до активів управлінської компанії Brau Holding International AG, яка також володіє іншим популярним баварським пивним брендом Hacker-Pschorr. Контрольний пакет акцій цієї управлінської компанії належить групі Schörghuber Unternehmensgruppe, а решту 49,9 % власності контролює нідерландська Heineken International.

## Асортимент пива
Сучасний асортимент пива ТМ Paulaner включає 14 сортів:

### Пшеничне пиво
- Paulaner Hefe-Weißbier Naturtrüb — світле пшеничне нефільтроване пиво з густиною 12,5 % та вмістом алкоголю 5,5 %;
- Paulaner Weißbier Kristallklar — світле пшеничне відфільтроване пиво з густиною 11,8 % та вмістом алкоголю 5,2 %;
- Paulaner Hefe-Weißbier Dunkel — темне пшеничне пиво з густиною 12,4 % та вмістом алкоголю 5,3 %;
- Paulaner Hefe Weißbier Leicht — полегшене світле пшеничне пиво з густиною 7,7 % та вмістом алкоголю 3,2 %;
- Paulaner Hefe-Weißbier Alkoholfrei — безалкогольне світле пшеничне пиво;

### Ячмінне пиво
- Paulaner Original Münchner Hell — традиційне світле пиво з густиною 11,5 % та вмістом алкоголю 4,9 %;
- Paulaner Original Münchner Urtyp — преміальне світле пиво з густиною 12,5 % та вмістом алкоголю 5,5 %;
- Paulaner Original Münchner Dunkel — темне пиво з густиною 12,5 % та вмістом алкоголю 5,0 %;
- Paulaner Original Münchner Hell Alkoholfrei — світле безалкогольне пиво з вмістом алкоголю до 0,5 %;
- Paulaner Premium Pils — пільзнер, світле пиво з густиною 11,5 % та вмістом алкоголю 4,9 %;
- Paulaner Münchner Hell Leicht — полегшене світле пиво з густиною 7,7 % та вмістом алкоголю 3,2 %;
- Paulaner Münchner Diät Bier — полегшене низькокалорійне світле пиво з густиною 8,5 % та вмістом алкоголю 4,3 %;

### Спеціальні сорти
- Paulaner Salvator — міцне напівтемне пиво, насичений доппельбок, з густиною 18,3 % та вмістом алкоголю 7,9 %, що вважається першим сортом броварні Paulaner та, водночас, історично першим відомим прикладом пива доппельбок у світі;
- Paulaner Oktoberfest Bier — традиційне сезонне світле пиво з густиною 13,7 % та вмістом алкоголю 6,0 %, початково варилося виключно до проведення Октоберфесту;